# Moulin à vent Dansereau
Ne doit pas être confondu avec Moulin à vent de Verchères.
Le moulin à vent Dansereau est l'un des 18 derniers moulins à vent du Québec au Canada. Il a été classé monument historique en 1975.

## Identification
- Nom du bâtiment : Moulin à vent Dansereau
- Autre nom : Moulin à vent Choquette
- Adresse civique : 1025, boulevard Marie-Victorin (route 132)
- Municipalité : Verchères
- Propriété : Propriété privée

## Construction
(août 2011).
- Date de construction : vers 1822

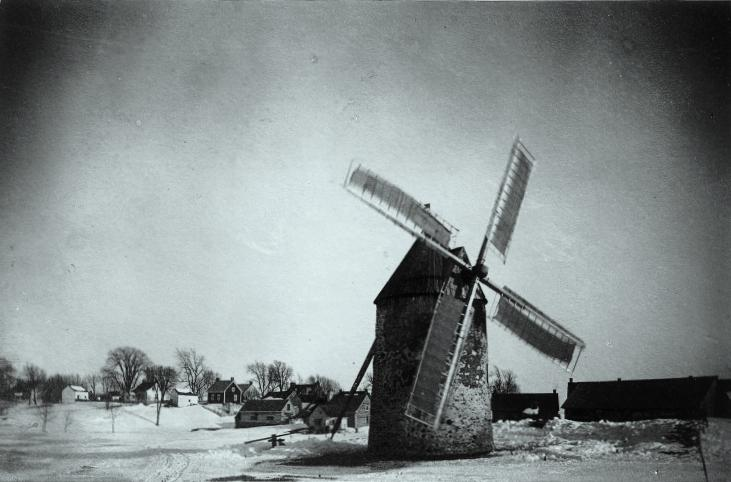
Moulin à vent Dansereau de Verchères, vers 1865

- Nom du constructeur : Joseph Dansereau
- Nom du propriétaire initial :

Le moulin à vent Dansereau a été classé Monument historique le 14 avril 1975. Une aire de protection fut ajoutée au site le 14 mars 1978.

## Architecture
- Forme : tour ronde, toit conique
- Construction : maçonnerie de moellons
- Fondements : 4 pieds dans la terre
- Circonférence de la tour : 56 pieds
- Hauteur : 26 pieds
- Épaisseur des murs : 4 pieds à la base, 32 pouces au 2e étage, 22 pouces au 3e étage
- Fenêtres : opposées dans la direction nord-sud et ouest-est à différentes hauteurs
- Porte d'entrée : 6 pieds de haut par 4 pieds de large

## Galerie

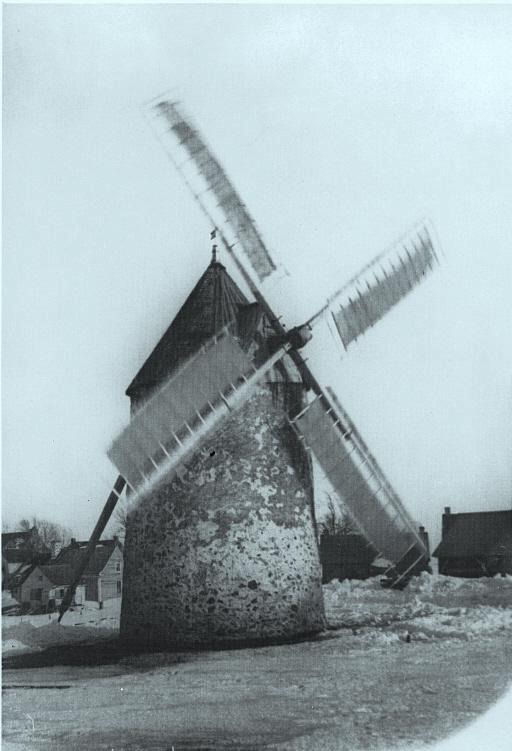
Moulin à vent, Verchères, près de Montréal, QC, vers 1865
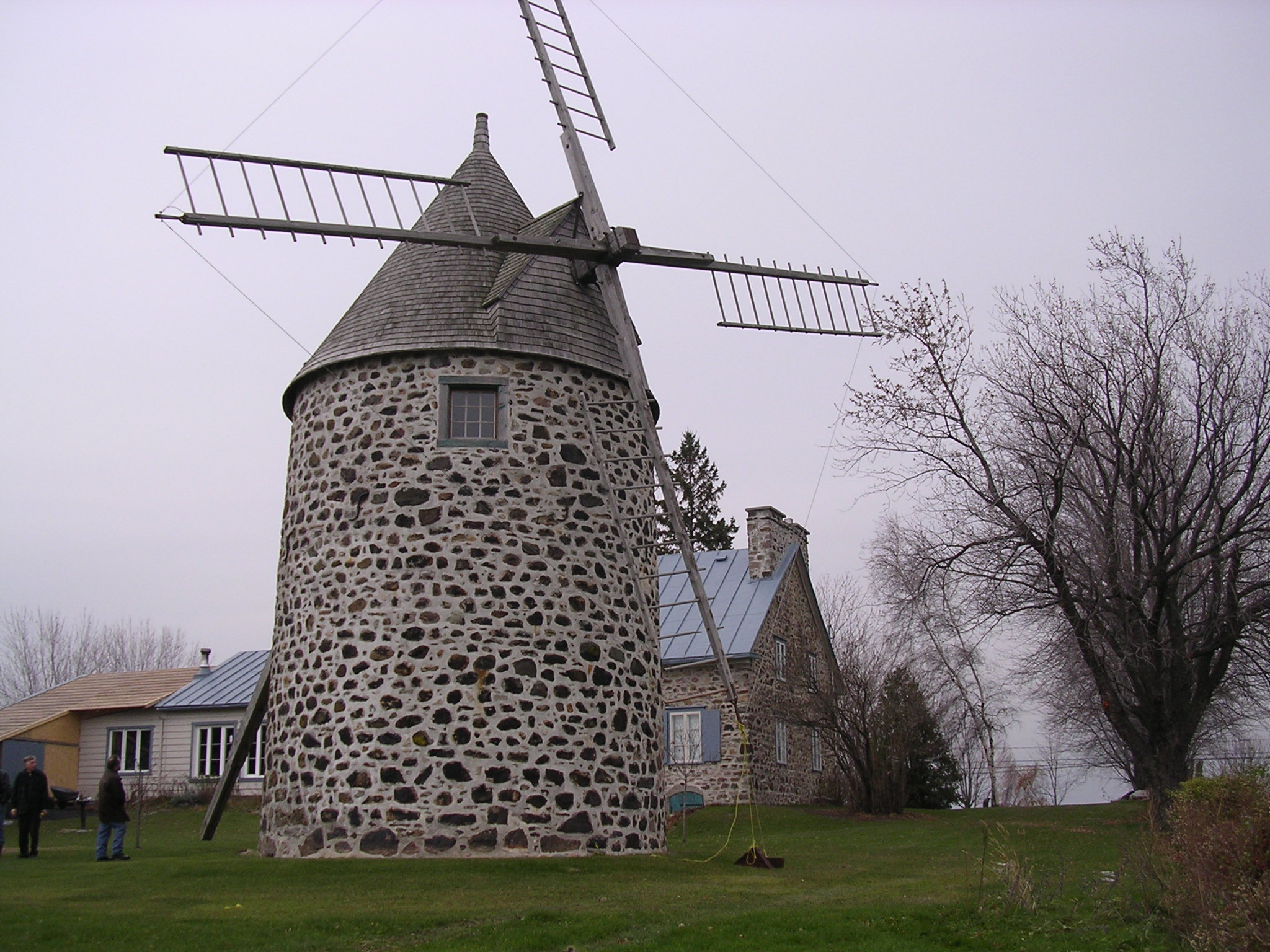
Moulin à vent Dansereau de Verchères, en 2005. La maison du meunier est en arrière-plan.
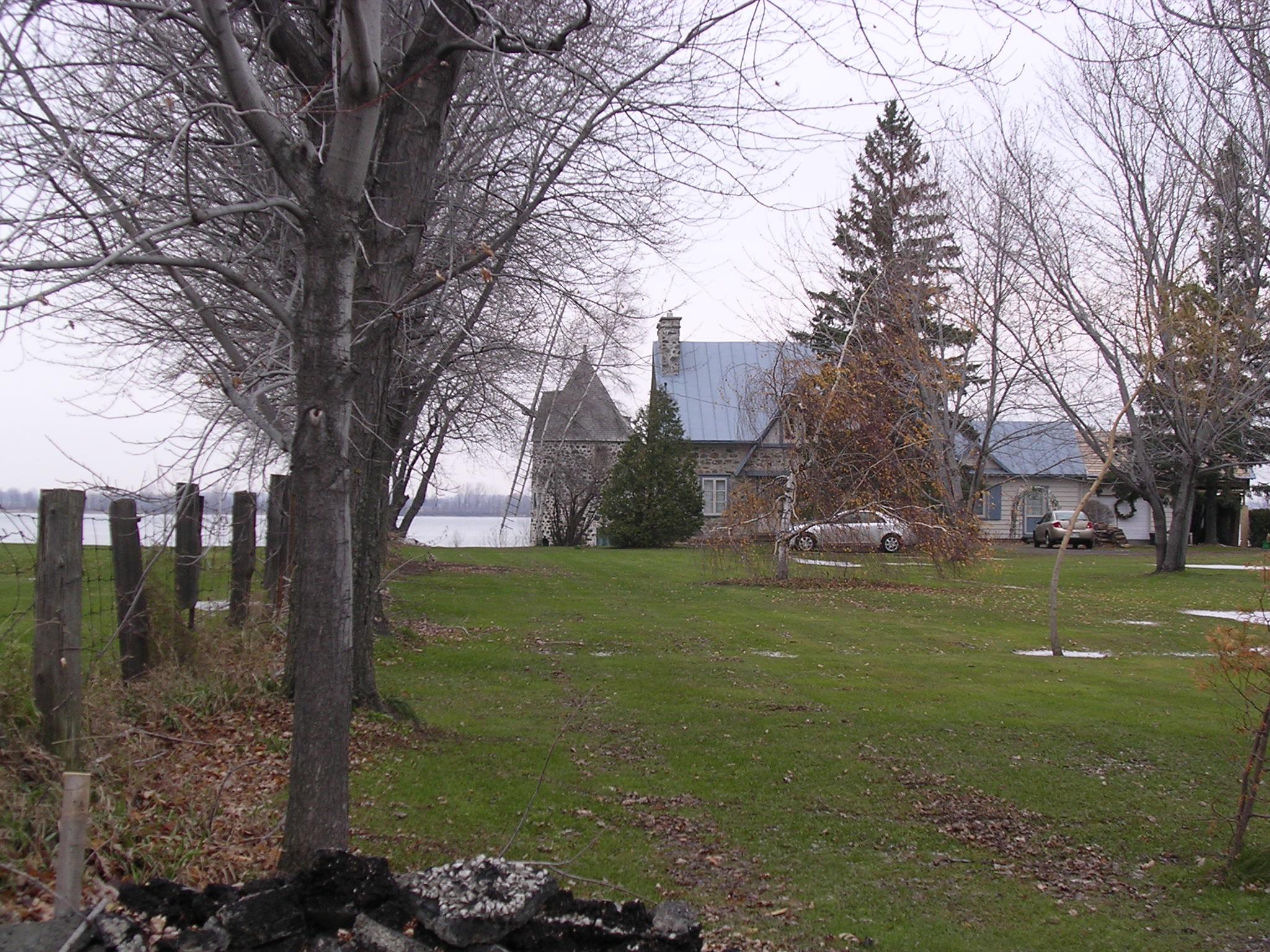
Maison du meunier du Moulin à vent Dansereau de Verchères, en 2005. Le moulin est en arrière-plan sur la gauche de la maison. Vue de la route 132.
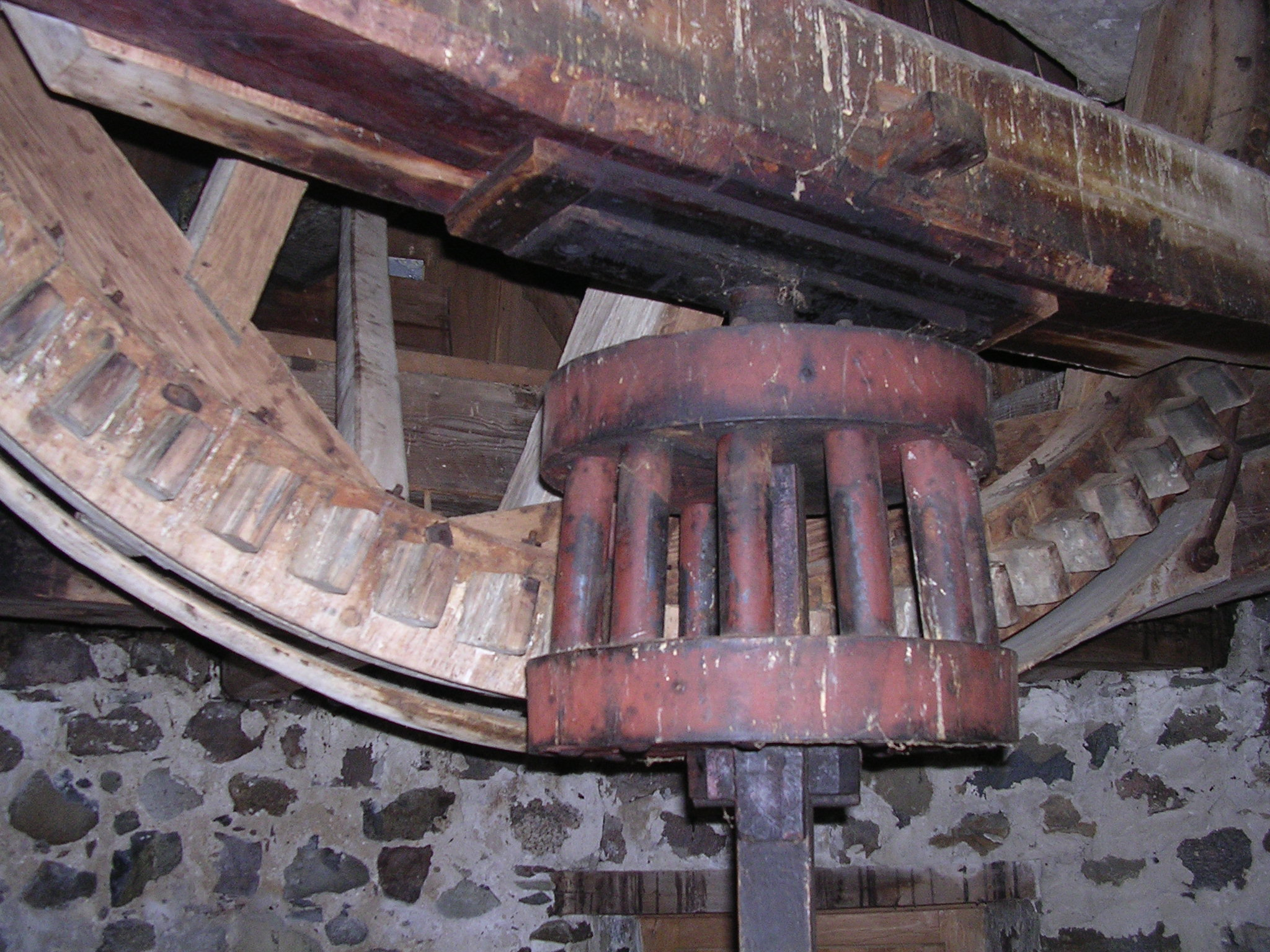
Rouet du Moulin à vent Dansereau de Verchères, en 2005
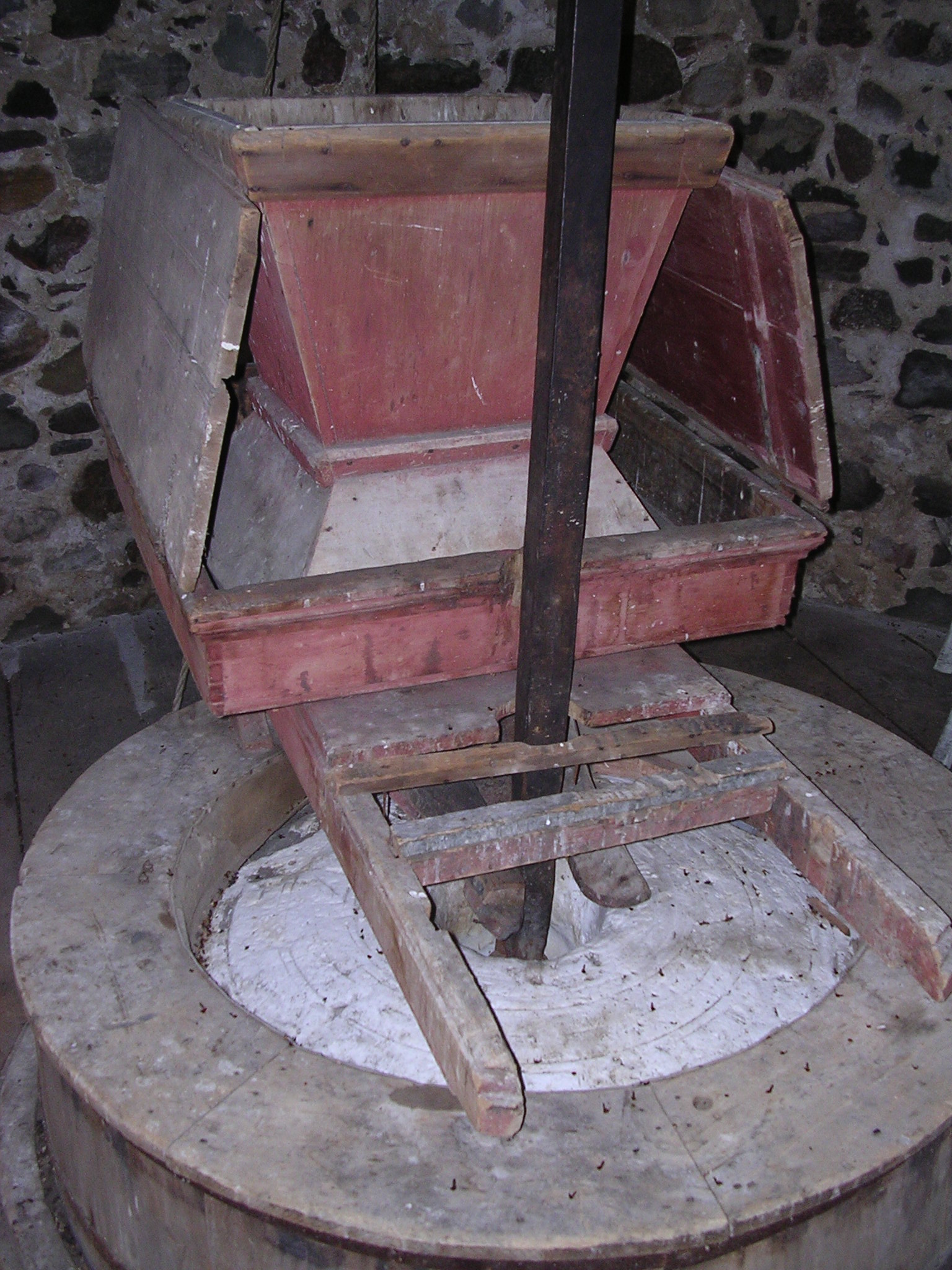
Moulange du Moulin à vent Dansereau de Verchères, en 2005